# Sauce espagnole
Sauce espagnole er en af de fem franske grundsaucer, som defineret af Auguste Escoffier i sin kogebog, Le guide culinaire, fra 1903. Escoffier gjorde opskriften populær, og hans version bruges stadig i dag.
Saucen har en kraftig smag, og den bruges sjældent direkte på eller sammen med mad. Som grundsauce benyttes sauce espagnole i en række undersaucer, såsom i en demi-glace, der består af lige dele espagnole og brun fond og afrundet med sherry. Escoffier inkluderede i sin kogebog en katolsk fasteudgave af saucen, baseret på fiskefond og svampe, men betvivlede dens nødvendighed.

## Tilberedning
Den grundlæggende måde at tilberede en sauce espagnole på er ved at lave en meget mørkebrun roux, som man tilføjer en brun fond (lavet af svitsede ben, kødstykker og aromatiske grøntsager og krydderurter) samt knogler, stykker af oksekød, grøntsager, farin og forskellige krydderier. Denne blanding for lov til langsomt at reducere mens den ofte bliver skummet. I den klassiske opskrift skal man tilføje yderligere kalvefond som væsken langsomt reduceres, men i dag bruges vand oftere i stedet. Tomatpuré tilføjes mod slutningen af processen, og saucen er yderligere reduceret.
Det danske kokkepar, brødrene Adam og James Price, har dog udgivet en opskrift, hvor benene smøres ind i tomatpuréen og steges i ovn i 45 minutter.

### Afledninger af espagnole
- Sauce africaine
- Sauce bigarade
- Sauce bourguignonne
- Sauce aux champignons
- Sauce charcutiére
- Sauce chasseur
- Sauce chevreuil
- Demi-glace

## Etymologi
Espagnole er det franske ord for "spansk", men saucens oprindelse er omdiskuteret af franske kokke. Ifølge Louis Diat, opfinderen af vichyssoise-suppen, skulle den franske kong Ludvig 13.'s brud, Anne, have haft nogle af sine spanske kokke til at hjælpe med forberedelserne til bryllupsmiddagen, og de insisterede på at forbedre den klassisk franske brune sauce med spanske tomater. Denne nye sauce var en øjeblikkelig succes, og saucen blev opkaldt til deres ære.
Auguste Kettner (kok for Napoleon 3., indtil han immigrerede til London i 1867) gav dog en ganske anden forklaring. Ifølge Kettner, skulle navnet stemme fra Ludvig 15.'s tid, hvor huset Bourbon fandt vej til den spanske trone, og da spansk mode kom til Paris, blev de parisiske kokke inspireret af den spanske ret olla podrida, og lavede en udgave af deres egen brune sauce, som de kaldte "spansk".

## Læs også
- Brødrene Prices opskrift på sauce espagnole